# Maria Stuart, Königin von Schottland (1971)
Maria Stuart, Königin von Schottland (Originaltitel Mary, Queen of Scots) ist ein Spielfilm des britisch-kanadischen Regisseurs Charles Jarrott aus dem Jahr 1971. Das Historiendrama basiert auf einem Original-Drehbuch von John Hale und wurde von dem Filmstudio Universal Pictures produziert. Die Titelrolle ist mit Vanessa Redgrave, die ihrer Widersacherin Königin Elizabeth I. mit Glenda Jackson besetzt. In tragenden Rollen sind Patrick McGoohan, Timothy Dalton und Nigel Davenport zu sehen. Der Film war für fünf Oscars nominiert.

## Handlung
Im Alter von achtzehn Jahren wird Maria Stuart, Gemahlin des Kronprinzen von Frankreich, Witwe. Nach dem Tod ihres Gatten ist sie am französischen Königshof nicht mehr willkommen und kehrt in ihre Heimat Schottland zurück, wo nach dem Tod ihrer Mutter ihr Halbbruder James Stuart regiert. Maria sieht sich bald gefangen in einem Netz aus Intrigen. James stellt sich gegen seine Halbschwester, die ebenfalls Ansprüche auf den englischen Thron vorweisen kann. Zunehmend sieht sich die neue Regentin mit dem protestantischen schottischen Adel konfrontiert, der eine Ausbreitung des Katholizismus durch die in Frankreich aufgewachsene Maria befürchtet. Maria Stuart ist erst bestürzt über die Politik am schottischen Königshof, kann sich aber in den Jahren ihrer Regentschaft profilieren und den Thron verteidigen. 
Ihre Cousine, Elizabeth I. von England, die einer heimlichen Affäre mit ihrem Stallmeister frönt, beobachtet argwöhnisch das Handeln Marias, die eine wenig erfolgreiche Ehe mit dem schwächlichen und selbstverliebten Lord Henry Darnley eingeht und danach mit Lord Bothwell, die sich als großer Fehler erweist. Zudem fällt auch einer ihrer engsten Vertrauten David Rizzio einem Mordkomplott zum Opfer. Die Heirat mit Bothwell, Marias großer Liebe, stürzt die schottische Königin ins Verderben, da er einem Gerücht zufolge in den Tod um ihren ersten Ehemann Lord Darnley verwickelt ist. Die rebellischen schottischen Adligen stellen sich gegen Maria Stuart, die vor dem Aufstand nach England flieht. Die kalt berechnende Elizabeth sieht jedoch eine Gefahr in der katholischen Maria, die von der katholischen Minderheit in England als rechtmäßige Erbin auf den britischen Thron angesehen wird. Nach einem Treffen der beiden Cousinen, das zum finalen Schlagabtausch zwischen Maria und Elizabeth avanciert, lässt Elizabeth Maria inhaftieren. 
Maria Stuart, die darauf beharrt, nach Treu und Glauben gehandelt zu haben und bedauert, durch die Haft von ihrem Sohn getrennt zu sein, wird zum Tode verurteilt. Maria schließt Frieden mit Gott und wird auf Schloss Fotheringhay durch Enthauptung hingerichtet.

## Entstehungsgeschichte, Dreharbeiten
Das Historiendrama entstand zwei Jahre nach Charles Jarrotts erfolgreichen Kinodebüt Königin für tausend Tage, an dem ebenfalls der Produzent von Maria Stuart, Königin von Schottland Hal B. Wallis, Drehbuchautor John Hale, die Kostümdesignerin Margaret Furse und der Filmeditor Richard Marden mitgewirkt hatten, sowie das Filmstudio Universal Pictures als US-Filmverleiher beteiligt war. Ursprünglich hatte man geplant, das Historiendrama über Maria Stuart mit der franko-kanadischen Schauspielerin Geneviève Bujold zu verfilmen, die mit der Titelrolle der Anne Boleyn in Königin für tausend Tage ihren internationalen Durchbruch gefeiert hatte. Bujold, die bei Universal Pictures unter Vertrag stand, entschied sich jedoch aus der Produktion auszusteigen, was dazu führte, dass das Filmstudio eine Schadensersatzklage in Höhe von 750.000 US-Dollar gegen sie einreichte. Als Ersatz konnte die Britin Vanessa Redgrave gewonnen werden, während ihre Landsfrau Glenda Jackson als Gegenspielerin Königin Elizabeth mimte. Zum Schauspielensemble, das vorwiegend aus britischen Darstellern bestand, gesellten sich später u. a. Patrick McGoohan, Timothy Dalton, Trevor Howard, Daniel Massey und Ian Holm hinzu. Die Handlung des Films entstammt einem Original-Drehbuch von John Hale, der, um die Dramatik des Stoffes zu erhöhen, ein Treffen zwischen Maria Stuart und Elizabeth I. inszenierte, ähnlich wie es bereits Friedrich Schiller in seinem bekannten im Jahr 1800 erschienenen Drama Maria Stuart getan hatte. Tatsächlich sind sich die beiden Königinnen nie begegnet.
Die Dreharbeiten fanden in Frankreich Château de Chenonceau, England und Schottland statt. Als Kulisse für Holyrood Palace, der zeitweiligen schottischen Residenz von Maria Stuart, dienten die englischen Schlösser Alnwick Castle und Bamburgh Castle in Northumberland. Für das Schloss Fotheringhay, auf dem im Film Maria Stuart und Elizabeth I. zusammentreffen, stand Parham Park in West Sussex Pate. Weitere Dreharbeiten entstanden im schottischen Hermitage Castle, während die Studiodrehs in den bekannten Shepperton Studios im englischen Surrey stattfanden. Wie auch schon bei Königin für tausend Tage wurde bei Maria Stuart, Königin von Schottland auf den branchenüblichen 35-mm-Film sowie Kameras von Panavision zurückgegriffen.

## Rezeption
Maria Stuart, Königin von Schottland feierte seinen landesweiten US-Kinostart am 2. Februar 1972 in New York. Der Kinostart in der Bundesrepublik Deutschland folgte am 30. März 1972. Charles Jarrotts zweite Kinoproduktion wurde vor allem für das Spiel der beiden Hauptdarstellerinnen Vanessa Redgrave und Glenda Jackson gerühmt, die in den 1970er Jahren zu den renommiertesten Theater- und Leinwandschauspielerinnen gehörten. Jackson spielte im selben Jahr erneut die englische Monarchin in der sechsteiligen TV-Mini-Serie Elizabeth R, für die u. a. auch John Hale als Drehbuchautor tätig war. Allgemein wurde die Inszenierung als historische Seifenoper bezeichnet und als zu pathetisch angesehen, was auf Schwächen in John Hales Filmskript zurückgeführt wurde. Für Regisseur Charles Jarrott war es der letzte Erfolg im internationalen Kino. Nachdem er 1973 erfolglos Frank Capras Klassiker Lost Horizon (1937) als Musical (dt. Der verlorene Horizont) unter anderem mit Peter Finch und Liv Ullmann inszenierte, blieben ihm Engagements für große Filmproduktionen verwehrt. Daraufhin arbeitete Jarrott mit Erfolg vorwiegend im US-amerikanischen und kanadischen Fernsehen.
Maria Stuart, Königin von Schottland ist am 11. Februar 2011 mit einer deutschen Tonspur auf DVD erschienen, Herausgeber: Alive-Vertrieb und Marketing.

## Kritiken
„Frisch nach ihrem Triumph von ‘Königin für tausend Tage’ hielt es das Team von Regisseur Charles Jarrott und Produzent Hall Wallis nicht für erforderlich bei ihrer nächsten historischen Seifenoper über die Rivalität zwischen Maria und Elizabeth hinauszublicken … Vanessa Redgrave ist eine große, direkte und temperamentvolle Maria und Glenda Jackson gibt eine perfekte zänkische, weise Elizabeth ab.“ – Chicago Sun-Times, Chicago
„… Hal B. Wallis’ ‘Maria, Königin von Schottland’, in den Hauptrollen zwei wie gewöhnlich großartige Schauspielerinnen – Vanessa Redgrave in der Titelrolle und Glenda Jackson als Elizabeth – in einem ungewöhnlich lieblosen, leidenschaftslosen Kostümdrama.“ – The New York Times, New York
„Steifer und zähflüssiger Historienfilm, der sich vor allem auf die Inszenierung teurer Schauwerte im Stil alter Gemälde und auf das allerdings souveräne Spiel seiner Darsteller verläßt.“ – Lexikon des internationalen Films (CD-ROM-Ausgabe), Systhema, München 1997
„Psychokammerspiel feudal-klerikaler Machtpolitik.“ – Abendzeitung, München
„Nicht sehr authentisches, opulent fotografiertes Lebensbild (…); ein exzellentes, ausgewogenes Darstellerteam lässt ein etwas zu glattes Bild des Tudor-England in facettenreichen Episoden erstehen.“ (Wertung: 3 Sterne = sehr gut) – Adolf Heinzlmeier und Berndt Schulz in Lexikon „Filme im Fernsehen“ (Erweiterte Neuausgabe). Rasch und Röhring, Hamburg 1990, ISBN 3-89136-392-3, S. 547.
Kino.de war der Meinung: „Opulente historische Seifenoper, die es mit den Fakten nicht immer so genau nimmt, dafür aber neben hohen Schauwerten mit zwei glänzenden Hauptdarstellerinnen aufwarten kann: Vanessa Redgrave (…) in der Titelrolle, Glenda Jackson (…) als ihre englische Rivalin Elisabeth.“

## Auszeichnungen
Bei der Verleihung der Oscars am 10. April 1972 (offizielle Zählung 1971) im Dorothy Chandler Pavillon in Los Angeles war Maria Stuart, Königin von Schottland für fünf Oscars nominiert, darunter Hauptdarstellerin Vanessa Redgrave, die sich ihrer US-amerikanischen Schauspielkollegin Jane Fonda (Klute) geschlagen geben musste. Nicht nominiert wurde Glenda Jackson, die in der Kategorie „Beste Hauptdarstellerin“ den Vorzug für John Schlesingers Beziehungsdrama Sunday, Bloody Sunday erhalten hatte. Bei der Golden-Globe-Verleihung zwei Monate zuvor war das Historiendrama ebenfalls für fünf Auszeichnungen nominiert worden, darunter Jackson und Redgrave in der Kategorie „Beste Hauptdarstellerinnen in einem Drama“ und der Film in der Kategorie „Bestes Filmdrama“, wo ebenfalls Jane Fonda bzw. William Friedkins Thriller und späterer Oscar-Gewinner French Connection – Brennpunkt Brooklyn triumphierten. Ferner wurden Vanessa Regrave und Glenda Jackson im selben Jahr für ihre Leistungen als Maria Stuart bzw. Elizabeth I. mit dem italienischen Filmpreis David di Donatello ausgezeichnet.

### Oscar 1971
- nominiert in den Kategorien
  - „Beste Hauptdarstellerin“ (Vanessa Redgrave)
  - „Beste Ausstattung“
  - „Beste dramatische Filmmusik“
  - „Beste Kostüme“
  - „Bester Ton“

### Golden Globe 1972
- nominiert in den Kategorien
  - „Bester Film – Drama“
  - „Bestes Drehbuch“
  - „Beste Hauptdarstellerin – Drama“ (Glenda Jackson)
  - „Beste Hauptdarstellerin – Drama“ (Vanessa Redgrave)
  - „Beste Filmmusik“

### Weitere
David di Donatello 1972
- Spezialpreis (Glenda Jackson und Vanessa Redgrave)

Evening Standard British Film Awards 1972
- „Beste Darstellerin“ (Glenda Jackson)